# Dorsal de Xile
La dorsal de Xile és una dorsal oceànica o serralada submarina situada a l'àrea del Pacífic sud, a Xile. Es desprèn com a ramal de la gran dorsal del Pacífic Oriental, al sud de l'Illa de Pasqua, a la mateixa àrea en què arrenca la dorsal de Nazca. S'estén amb ziga-zagues en direcció SE per una extensió de 3500 km, de manera que actua com a límit entre dues plaques tectòniques: la Placa de Nazca, al nord de la dorsal, i la Placa Antàrtica, al sud. L'aixecament arriba fins als voltants de la costa de Sud- amèrica, perdent-se a la Fosa de Perú-Xile, enfront de la Península de Taitao, al Triple Punt de Xile. En aquest punt, on es troben tres plaques (Nesca, Antàrtica i Sud-americana), la dorsal entra en subducció sota la Placa Sud-americana. Aquesta subducció és coincident amb el moviment de les plaques separades per la Dorsal de Xile, ja que tant la Placa de Nazca com la Placa Antàrtica presenten la mateixa tendència general. La diferència és que mentre la Placa de Nazca es mou amb una velocitat de 8 cm a l'any en direcció NE, la Placa Antàrtica es desplaça 2,4 cm a l'any en sentit E.
Aquesta dorsal no aconsegueix altitud suficient per a aflorar sobre el nivell del mar formant illes. El relleu d'aquesta serralada submarina és accidentat, formant irregulars valls i muntanyes submarines. Una de les formacions més notables de la dorsal és la Zona de Fractura Valdivia (ZFV), una falla transformant, que corre d'E a O, integrant-se com a part de la dorsal a la mateixa latitud de la ciutat xilena que li dona nom. Aquesta zona de fractura depassa els límits de la pròpia dorsal, projectant-se, a l'E, fins a les rodalies de la costa de Valdivia i, a l'O, fins a l'àrea de la Muntanya Submarí Panov i el Guyot Markov. Diverses altres zones de fractura travessen la dorsal en forma relativament paral·lela: entre d'altres la Zona de Fractura Chiloé, la Zona de Fractura Guafo, la Zona de Fractura Gamblin, la Zona de Fractura Darwin i la Zona de Fractura Taitao, que s'interseca amb la serralada submarina al Triple Punt de Xile, al límit SE de la dorsal. La dorsal presenta abundant activitat sísmica. La seva existència havia estat predita abans que es confirmés la seva existència per mitjà de sondejos de profunditat. A uns 175 km al SO del límit O de la intersecció entre la Zona de Fractura Guafo i la Dorsal de Xile es troba la formació aïllada Banco Karasev, una altra de les principals fites del relleu submarí de la zona.

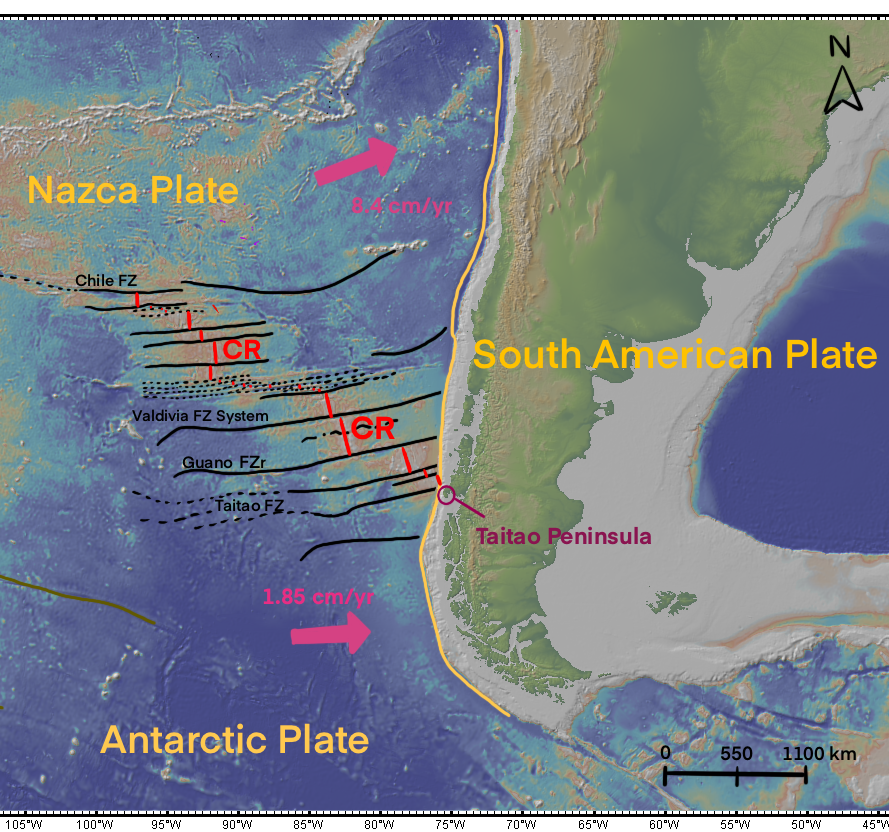
Mapa de la dorsal de Xile a l'Oceà Pacífic. La línia vermella i les lletres vermelles "CR" representen la dorsal de Xile. La dorsal està dividida en nombrosos segments de línia de falla indicats per línies negres. 'FZ' significa zona de fractura. Les fletxes roses indiquen la direcció dels moviments de la Placa de Nazca i de la Placa Antàrtica, així com el seu ritme de migració. Mostren que la Placa de Nazca es mou en direcció ENE, que és obliqua al límit amb la Placa Sud-americana, mentre que la Placa Antàrtica es mou en direcció EO, que és gairebé perpendicular al límit de plaques. A més, la Placa de Nazca migra més de quatre vegades més ràpid que la Placa Antàrtica. El cercle porpra fosc mostra la Península de Taitao on la dorsal de Xile xoca amb la Placa Sud-americana. La línia groga mostra el límit de la placa.

## Geologia regional

### Geologia de la dorsal de Xile
La geologia de la dorsal de Xile està estretament relacionada amb la geologia de la península de Taitao, a l'est de la serralada de Xile. Això és perquè la dorsal de Xile subdueix per sota de la Península de Taitao, cosa que dona lloc a unes litologies úniques en aquell indret. Les unitats litològiques s'ordenen des de les més joves a les més antigues, en particular els Granits de Taitao i l'Ofiolita de Taitao.

#### Granits de Taitao
El magamatisme de l' Adakita es forma per la fusió de la vora de fugida de la Placa de Nazca. A causa de la subducció de la Dorsal de Xile sota la Placa Sud-americana, es va produir un magamtisme de roca intrusiva que genera granit. Aquest també es forma per la fusió parcial de l'escorça oceànica subduïda. L'escorça de Nazca jove (menys de 18 milions d'anys d'antiguitat) està més encoratjada per la qual cosa es fonen els basalts subduïts metamordosejats. A les dorsals mig oceàniques normals, la presència de components volàtils com l'aigua també redueix la temperatura del solidus. No obstant això, a la dorsal de Xile hi ha un grau relativament baix (20%) de fusió parcial de la litosfera, la pressió i la temperatura de la fusió parcial és inferior a 10 kbar i superior a 650° respectivament. Això és perquè la jove i càlida placa de Nazca ha dificultat una alta taxa de refredament i deshidratació. La fusió parcial del granit de Taitao crea plutons com el plutó adacític de la Península de Tres Montes del Cap Raper.

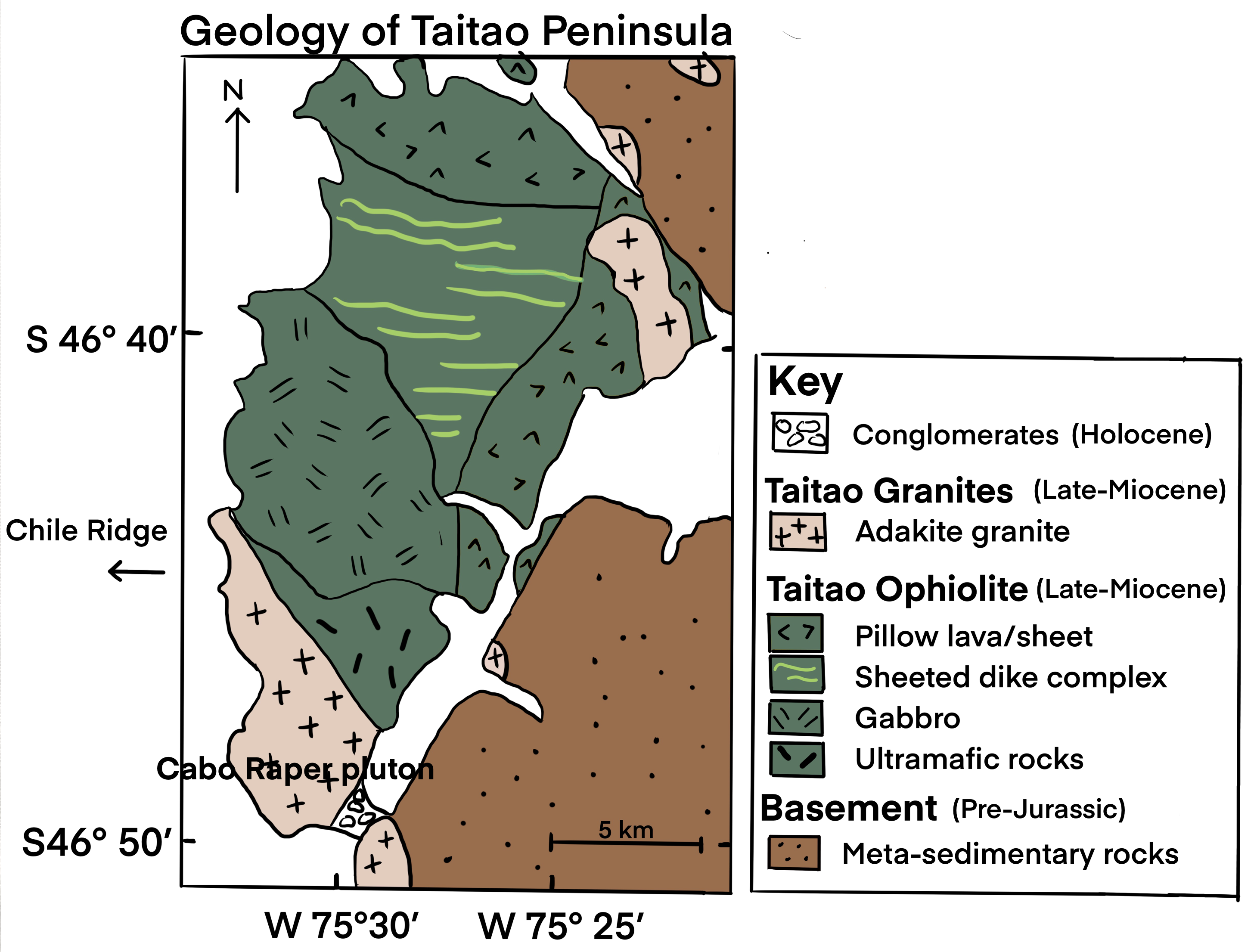
La figura mostra la geologia de la Península de Taitao. Els granits de Taitao i les ofiolites de Taitao se centren principalment en aquesta part. La dorsal de Xile es troba a l'oest de la península de Taitao, i la seva geologia està estretament associada a la de la península de Taitao.

L'adakita és una roca que té una composició entre fèlsica i intermèdia i solen ser de composició calcoalcalina. També és rica en silici. La fusió parcial provoca l'alteració dels basalts subduïts en eclogita i amfibolita que conté granat.

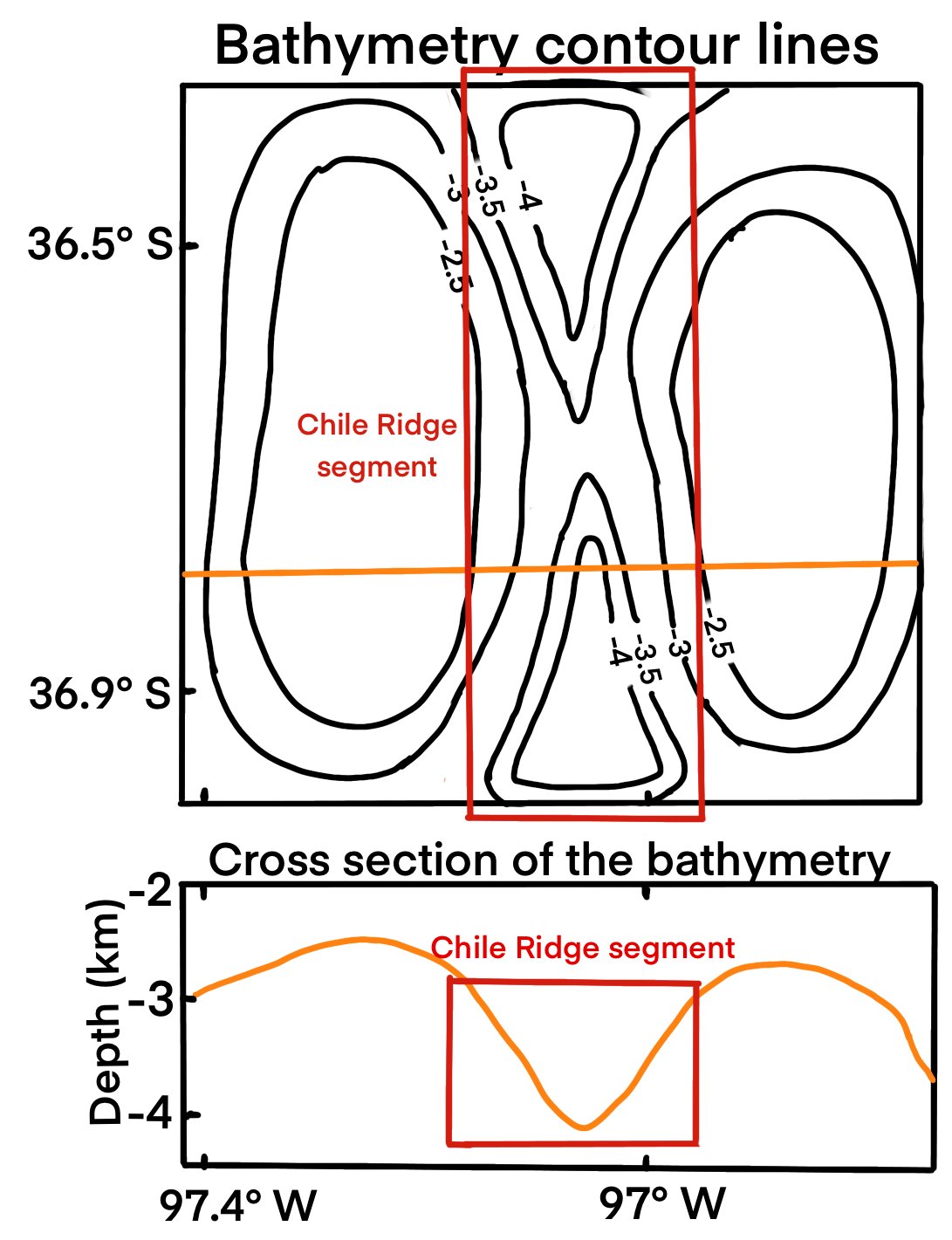
Les corbes de nivell mostren la morfologia en forma de rellotge de sorra d´un dels segments de la Dorsal de Xile. A continuació es mostra la secció transversal de la topografia de la Dorsal de Xile.

#### Ofiolita de Taitao
Al llarg de l'eix a la dorsal de Xile, s'hi emplacen roques magmàtiques que van de màfiques a ultramàfiques. Per exemple, el complex d'ofiolita de Taitao es descobreix a l'extrem occidental de la península de Taitao (a l'est de la dorsal de Xile), a uns 50 km al sud-est de la triple unió de Xile. A això contribueix l'obducció de la Placa de Nazca produïda a causa de la convergència de la Placa Sud-americana que la sobrepassa i el segment de la Península de Tres Montes de la Dorsal de Xile. L'obducció i l'empenta provoquen metamorfisme de baixa pressió i formen el complex ofiolític. Aquest metamorfisme indica l‟inici de l‟alteració hidrotermal en un entorn de dorsal en expansió. També hi ha activitats recents de magmes àcids a la península de Taitao que permet la comparació entre la composició passada i l'actual, i així es pot determinar la història del magma.
La litosfera de l'ofiolita de Taitao forma una seqüència especial de dalt a baix: lava encoixinada, complex de dics laminats, gabres i unitats de roca ultramàfica. En el cas de les unitats de roca ultramàfica, es va demostrar que hi ha almenys dos esdeveniments de fusió anteriors.
La configuració tèrmica i l'estructura de la zona de subducció afecten les interaccions de la litosfera oceànica, els sediments del fons marí, la roca erosionada de la placa sud-americana suprajacent i la falca del mantell subarc, així com la composició química del magma, que es fon des del mantell. A causa de la subducció de les dorsals oceàniques (Dorsal de Xile) per sota de la placa sud-americana que ha passat des de fa 16 Ma, això va causar l'alteració en la configuració tèrmica i la geometria de la falca del mantell subarc, creant una composició química diferent de les generacions de magma. Això vol dir que en entendre la composició del magma, es poden conèixer les condicions específiques dels sistemes de subducció. S'ha trobat que la finestra de llosa produïda per la subducció de la dorsal provoca la generació de Basalts alcalins. La convergència de la dorsal i la generació de la finestra de la llosa ajuda a l'emplaçament dels basalts alcalins.
| Edat de les roques             | Tipus de magmatisme | Tipus de roca                        | Entorn de subducció | Composició                                                                                |
| Holocè                         | /                   | Conglomerat (geologia) - Conglomerat | / | Composició variable: fragments de roca de granits de Taitao, ofiolita,                    |
| Miocè tardà (3,92 Ma, 5,12 Ma) | Arc volcànic        | Granits de Taitao                    | Fusió parcial de baixa extensió del basalt alterat (de la vora de sortida de la placa de Nazca) en un esdeveniment de subducció calenta sota l'arc volcànic                   | Sèrie magmàtica intermèdia a fèlsica, Calcoalcalina, adakites : alta relació Sr/Y i La/Yb |
| Miocè tardà (5,19 Ma)          | Arc volcànic        | Ofiolita de Taitao                   | obducció i aixecament de la Placa de Nazca produït per la convergència de la Placa Sud-americana que la sobrepassa i la dorsal de Xile, causant metamorfisme de baixa pressió | màfic a ultramàfic, olivina i piroxè                                                      |
| Pre-Juràssic                   | /                   | Meta-sedimentària soterrani          | / | /                                                                                         |

### Batimetria
La batimetria de la dorsal de Xile mostra que hi ha grans turons abissals que s'estenen al llarg de dos costats de la dorsal. Els turons abissals creixen cíclicament, cosa que es deu al creixement cíclic de les falles. Durant els cicles de falles, l'extensió de la dorsal de Xile va provocar la "difusió" tectònica (deformació que forma nombroses falles diminutes). La contínua divergència de la dorsal fa que es concentri una deformació extensional i que les diminutes falles s'uneixin per generar altes i llargues falles a escala abissal. Les enormes falles empenyen les velles i inactives falles lluny de l'eix de la dorsal per la força extensional. Aquest procés es repetiria. Per tant, com més allunyat estigui el turó abissal de l'eix de la dorsal, més gran serà la seva edat.

## Moviment de la Dorsal de Xile
La dorsal de Xile està formada per la divergència de les plaques de Nazca i Antàrtica. S'està estenent activament a un ritme d'uns 6,4-7,0 cm/any des de fa 5 milions d'anys fins avui.

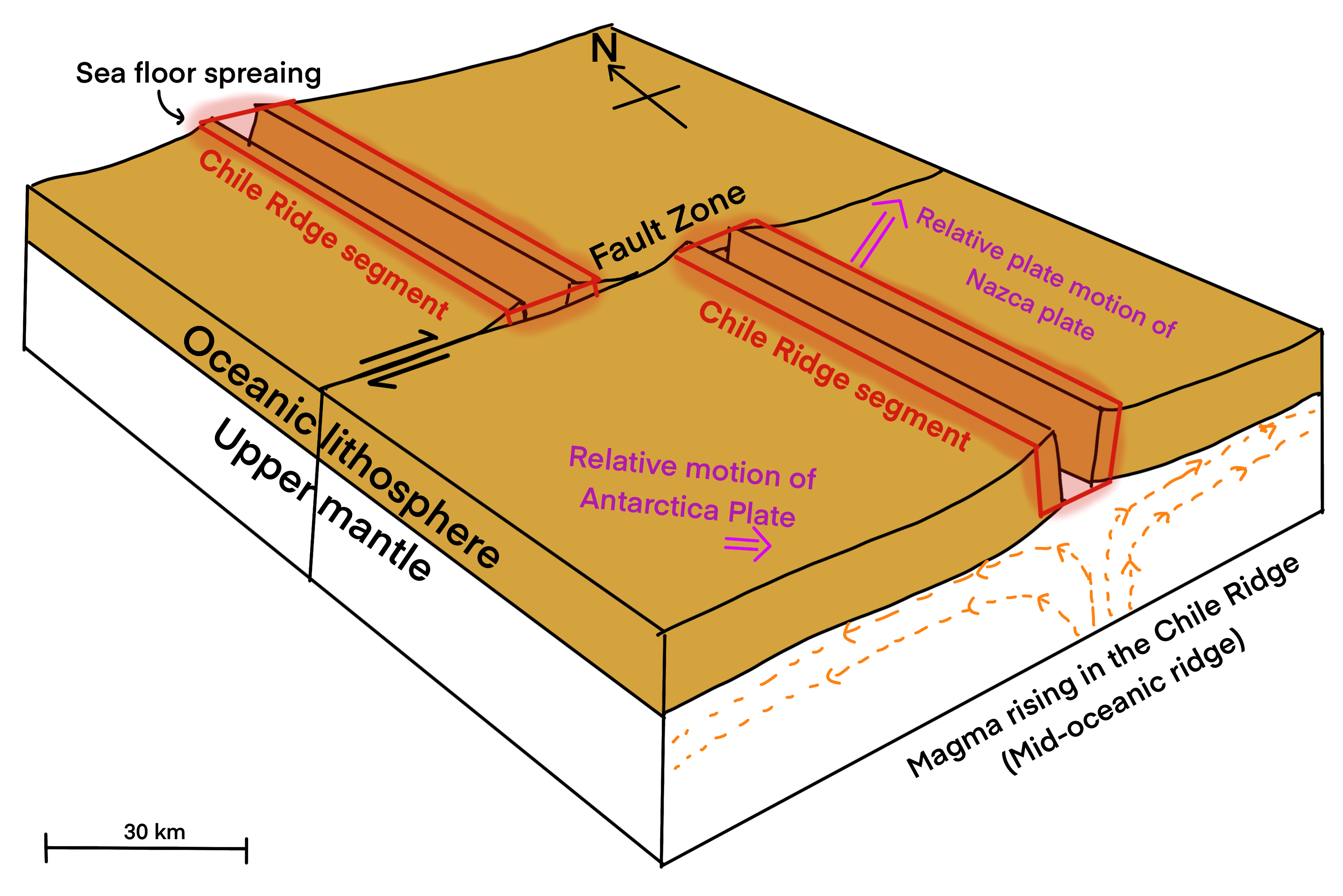
Vista propera de l'expansió de la Dorsal de Xile. La diferència de moviment pla relatiu de la placa de Nazca i la placa de l'Antàrtida crea una força extensional per a la propagació del sòl marí.